# Okręg wyborczy Maribyrnong
Okręg wyborczy Maribyrnong (ang. Division of Maribyrnong) – jednomandatowy okręg wyborczy do Izby Reprezentantów Australii, położony w stanie Wiktoria.
Pierwsze wybory odbyły się w nim w 1906 roku, a jego nazwa pochodzi od Maribyrnong River, rzeki uchodzącej do zatoki Port Phillip.
Od 2007 roku posłem z tego okręgu był Bill Shorten z Australijskiej Partii Pracy.

## Lista posłów
Lista posłów z okręgu Maribyrnong:
| okres urzędowania | poseł            | przynależność                 |
| ----------------- | ---------------- | ----------------------------- |
| 1906–1909         | Samuel Mauger    | Partia Protekcjonistyczna     |
| 1909–1910         | Samuel Mauger    | Związkowa Partia Liberalna    |
| 1910–1931         | James Fenton     | Australijska Partia Pracy     |
| 1931–1934         | James Fenton     | Partia Zjednoczonej Australii |
| 1934–1955         | Arthur Drakeford | Australijska Partia Pracy     |
| 1955–1969         | Philip Stokes    | Liberalna Partia Australii    |
| 1969–1983         | Moss Cass        | Australijska Partia Pracy     |
| 1983–1996         | Alan Griffiths   | Australijska Partia Pracy     |
| 1996–2007         | Bob Sercombe     | Australijska Partia Pracy     |
| od 2007           | Bill Shorten     | Australijska Partia Pracy     |